# CGS-15943
CGS-15943 là một loại thuốc hoạt động như một chất đối kháng chọn lọc mạnh mẽ và hợp lý cho các thụ thể adenosine A1 và A2A, có Ki là 3,3nM tại A2A và 21nM tại A1. Đó là một trong những chất đối kháng thụ thể adenosine đầu tiên được phát hiện ra rằng đó không phải là một dẫn xuất xanthine, thay vào đó là một triazoloquinazoline. Do đó, CGS-15943 có lợi thế hơn hầu hết các dẫn xuất xanthine rằng nó không phải là chất ức chế phosphodiesterase, và do đó có một hồ sơ tác dụng dược lý cụ thể. Nó tạo ra hiệu ứng tương tự như caffeine trong các nghiên cứu trên động vật, mặc dù có hiệu lực cao hơn.